# Knox (Pensilvânia)
Knox é um distrito localizado no estado norte-americano de Pensilvânia, no Condado de Clarion.

## Demografia
Segundo o censo norte-americano de 2000, a sua população era de 1176 habitantes.
Em 2006, foi estimada uma população de 1118, um decréscimo de 58 (-4.9%).

## Geografia
De acordo com o United States Census Bureau tem uma área de
1,5 km², dos quais 1,5 km² cobertos por terra e 0,0 km² cobertos por água. Knox localiza-se a aproximadamente 450 m acima do nível do mar.

## Localidades na vizinhança
O diagrama seguinte representa as localidades num raio de 16 km ao redor de Knox.